# Juliette Binoche
Juliette Binoche (Paris, 9 de março de 1964) é uma atriz e dançarina francesa. Ela atuou em mais de 60 filmes, principalmente em francês e inglês, e recebeu inúmeros prêmios, incluindo um Oscar, um BAFTA e um César. Vencedora do Oscar de Melhor Atriz Coadjuvante e de outros prêmios de prestígio no cinema.

## Biografia

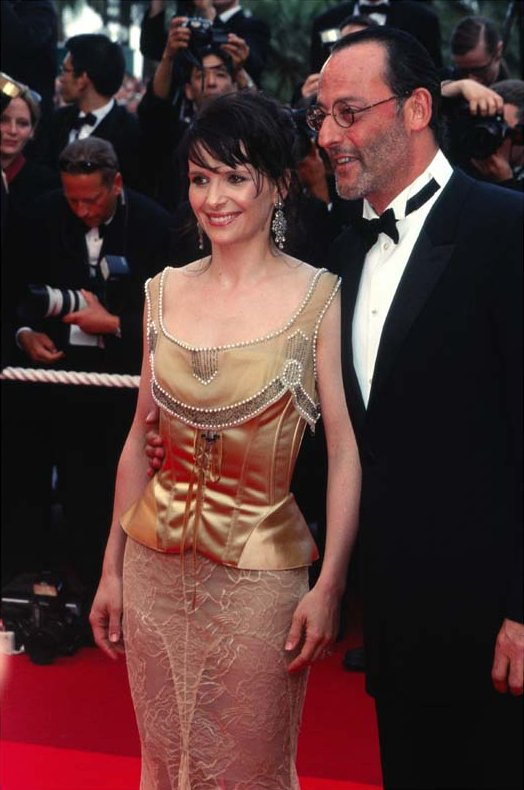
Juliette Binoche com Jean Reno no Festival de Cannes, em 2002

Binoche nasceu em Paris, filha do cineasta, ator e escultor Jean-Marie Binoche, e de Monique Stalens, professora, roteirista, e atriz. A mãe de Juliette Binoche é de ascendência polaca, e os seus avós maternos de origem polaca e católica estiveram presos em Auschwitz por serem considerados intelectuais. Binoche tem também ascendência francesa, flamenga, brasileira e marroquina  Os seus pais divorciaram-se quando esta tinha apenas quatro anos. Binoche e a sua irmã Marion foram levadas para um colégio interno.
Aos 15 anos foi estudar numa escola especializada, após o que já frequentava o Conservatório Nacional de Arte Dramática de Paris.
Aos 18, conseguiu um papel num pequeno filme independente, La fille du rallye. Enquanto esperava outras oportunidades de trabalho, trabalhou durante cinco anos como atendente em uma loja de departamentos e como modelo de pintura.
Tinha 24 anos quando foi convidada para um grande desafio: trabalhar com o diretor Philip Kaufman em The Unbearable Lightness of Being (A Insustentável Leveza do Ser). Anteriormente já havia trabalhado com outros diretores de renome internacional, como Leos Carax e Godard. Em 1993 veio o convite para ser a protagonista de Trois couleurs: Bleu, primeiro da trilogia das cores de Krzysztof Kieślowski, com o qual conquistou o Cesar como melhor atriz. Para esse prêmio, ela seria indicada ainda mais cinco vezes.
Em 1996, a enfermeira canadense Hana, seu papel em The English Patient trouxe-lhe a consagração, simbolizada pelo Óscar de melhor atriz coadjuvante, tendo superado a favorita Lauren Bacall, cuja experiência a Academia de Hollywood preferiu ignorar. Nos bastidores, Juliette afirmou que Lauren é que merecia o prêmio.
Em 2000, foi indicada para o Oscar de melhor atriz por seu trabalho em Chocolat, mas foi vencida por Julia Roberts (por Erin Brockovich).
Além do cinema (é a artista mais bem-paga do cinema francês), Juliette também atua nos palcos da Broadway.
Tem dois filhos, Raphael (com Andre Halle) e Hanna (com o ator francês Benoit Magimel).
Venceu o prêmio de melhor atriz no Festival de Cannes 2010 por sua atuação no filme "Copie Conforme", do diretor iraniano Abbas Kiarostami.

## Vida pessoal
Binoche tem dois filhos: o filho Raphaël (nascido em 2 de setembro de 1993), cujo pai é André Halle, mergulhador profissional, e a filha Hana (nascida em 16 de dezembro de 1999), cujo pai é o ator Benoît Magimel, com quem Binoche estrelou no filme de 1999 Children of the Century. Sua irmã, Marion Stalens, nascida em 1960, é fotógrafa profissional da Corbis, bem como diretora de documentários, incluindo: La réconciliation ?, um documentário filmado no set do filme In My Country de John Boorman; Em The Actress and the Dancer, que explora a gênese do show de dança In-I de Binoche; e Juliette Binoche - Sketches for a Portrait, um documentário que segue Binoche enquanto ela pinta os retratos que mais tarde apareceriam em seu livro Portraits in Eyes. Marion é casada com o encenador Pierre Pradinas.
Seu meio-irmão Camille Humeau (nascido em 1978) é um músico aclamado e fez parte da formação de Oncle Strongle, antes de liderar o grupo Artichaut Orkestra. Em 2007, ele apareceu na produção teatral Cabaret dirigida por Sam Mendes.

## Filmografia
| Ano  | Título                             | Papel                             | Notas                           |
| ---- | ---------------------------------- | --------------------------------- | ------------------------------- |
| 1983 | Dorothée, danseuse de corde        | Participação                      | Telefilme                       |
| 1983 | Liberty Belle                      |                                   |                                 |
| 1985 | Le Meilleur de la vie              | Amiga de Veronique                |                                 |
| 1985 | Rendez-vous                        | Nina/Anne Larrieux                |                                 |
| 1985 | Farewell Blaireau                  | Brigitte                          |                                 |
| 1985 | Family Life                        | Natacha                           |                                 |
| 1985 | Les Nanas                          | Antoinette                        |                                 |
| 1985 | Hail Mary                          | Juliette                          |                                 |
| 1985 | Fort bloqué                        | Nicole                            | Telefilme                       |
| 1986 | Mauvais Sang                       | Anna                              |                                 |
| 1986 | My Brother-in-Law Killed My Sister | Esther Bouloire                   |                                 |
| 1988 | The Unbearable Lightness of Being  | Tereza                            |                                 |
| 1989 | Un tour de manège                  | Elsa                              |                                 |
| 1991 | Les Amants du Pont-Neuf            | Michèle Stalens                   |                                 |
| 1991 | Women & Men 2                      | Mara                              | Telefilme                       |
| 1992 | Damage                             | Anna Barton                       |                                 |
| 1992 | Emily Brontë's Wuthering Heights   | Cathy Linton / Catherine Earnshaw |                                 |
| 1993 | Three Colors: Blue                 | Julie Vignon de Courcy            |                                 |
| 1994 | Three Colors: White                | Julie Vignon de Courcy            |                                 |
| 1994 | Three Colors: Red                  | Julie Vignon de Courcy            |                                 |
| 1995 | The Horseman on the Roof           | Pauline de Théus                  |                                 |
| 1996 | The English Patient                | Hana                              |                                 |
| 1996 | A Couch in New York                | Beatrice Saulnier                 |                                 |
| 1998 | Alice and Martin                   | Alice                             |                                 |
| 1999 | Children of the Century            | George Sand                       |                                 |
| 2000 | Chocolat                           | Vianne Rocher                     |                                 |
| 2000 | Code Unknown                       | Anne Laurent                      |                                 |
| 2000 | The Widow of Saint-Pierre          | Pauline                           |                                 |
| 2002 | Jet Lag                            | Rose                              |                                 |
| 2004 | In My Country                      | Anna Malan                        |                                 |
| 2005 | Mary                               | Marie Palesi/Mary Magdalene       |                                 |
| 2005 | Bee Season                         | Miriam                            |                                 |
| 2005 | Caché                              | Anne Laurent                      |                                 |
| 2006 | Breaking and Entering              | Amira                             |                                 |
| 2006 | A Few Days in September            | Irène Montano                     |                                 |
| 2006 | Paris, je t'aime                   | Suzanne                           | Segmento: "Place des Victoires" |
| 2007 | Dan in Real Life                   | Marie                             |                                 |
| 2007 | Disengagement                      | Ana                               |                                 |
| 2007 | Flight of the Red Balloon          | Suzanne                           |                                 |
| 2008 | Paris                              | Elise                             |                                 |
| 2008 | Summer Hours                       | Adrienne                          |                                 |
| 2008 | Shirin                             | Mulher na audiência               |                                 |
| 2010 | Certified Copy                     | Elle                              |                                 |
| 2011 | The Son of No One                  | Loren Bridges                     |                                 |
| 2011 | Mademoiselle Julie                 | Madame Julie                      | Telefilme                       |
| 2011 | Elles                              | Anne                              |                                 |
| 2012 | Cosmopolis                         | Didi Fancher                      |                                 |
| 2012 | Another Woman's Life               | Marie Speranski                   |                                 |
| 2012 | An Open Heart                      | Mila                              |                                 |
| 2013 | Camille Claudel 1915               | Camille Claudel                   |                                 |
| 2013 | A Thousand Times Good Night        | Rebecca                           |                                 |
| 2014 | Words and Pictures                 | Dina Delsanto                     |                                 |
| 2014 | Godzilla                           | Sandra Brody                      |                                 |
| 2014 | Clouds of Sils Maria               | Maria Enders                      |                                 |
| 2015 | The 33                             | María Segovia                     |                                 |
| 2015 | 7 Letters                          | Elle                              | Segmento "Cinema"; cameo        |
| 2015 | Endless Night                      | Josephine Peary                   |                                 |
| 2015 | The Wait                           | Anna                              |                                 |
| 2016 | Slack Bay                          | Aude Van Peteghem                 |                                 |
| 2016 | Polina                             | Liria Elsaj                       |                                 |
| 2017 | Ghost in the Shell                 | Dra. Ouelet                       |                                 |
| 2017 | Baby Bumps                         | Mado                              |                                 |
| 2017 | Let the Sunshine In                | Isabelle                          |                                 |
| 2018 | Vision                             | Jeanne                            |                                 |
| 2018 | High Life                          | Dr. Dibs                          |                                 |
| 2018 | Non-Fiction                        | Selena                            |                                 |
| 2019 | Celle que vous croyez              | Claire Millaud                    |                                 |
| 2019 | The Truth                          | Lumir                             |                                 |
| 2020 | La bonne épouse                    | Paulette Van der Beck             |                                 |
| 2021 | Ouistreham                         | Marianne Winckler                 |                                 |
| 2021 | Avec amour et acharnement          | Sara                              |                                 |
| 2021 | La Fabrique des pandémies          | ela mesmo                         | documentário                    |
| 2022 | Paradise Highway                   | Sally                             |                                 |
| 2022 | Le Lycéen                          | Isabelle Ronis                    |                                 |

## Prêmios e indicações

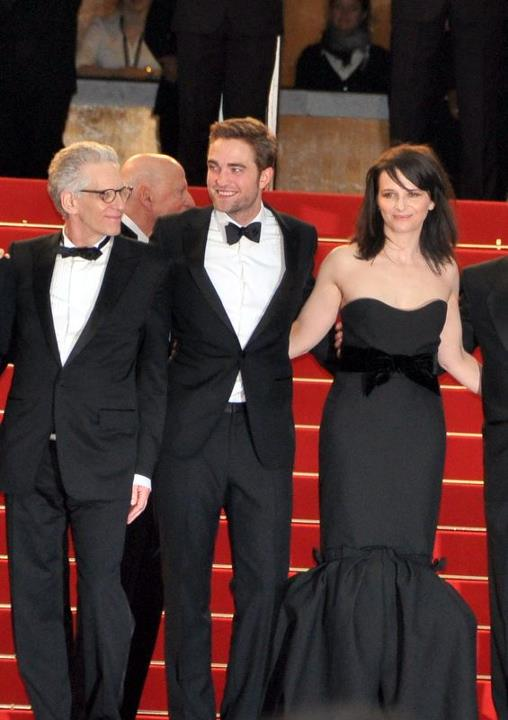
Juliete Binoche com David Cronenberg (esquerda) e Robert Pattinson (centro) no Festival de Cannes em 2012

| Prêmio                                       | Ano  | Categoria                                       | Filme                    | Resultado |
| -------------------------------------------- | ---- | ----------------------------------------------- | ------------------------ | --------- |
| Oscar da Academia                            | 1997 | Melhor Atriz Coadjuvante/Secundária             | The English Patient      | Venceu    |
| Oscar da Academia                            | 2001 | Melhor Atriz                                    | Chocolat                 | Indicado  |
| Prêmios Globo de Ouro                        | 1994 | Melhor Atriz em Filme Dramático                 | Trois Couleurs: Bleu     | Indicado  |
| Prêmios Globo de Ouro                        | 1997 | Melhor Atriz Coadjuvante/Secundária no Cinema   | The English Patient      | Indicado  |
| Prêmios Globo de Ouro                        | 2001 | Melhor Atriz em Filme de Comédia ou Musical     | Chocolat                 | Indicado  |
| Prêmios do Sindicato dos Atores              | 1997 | Melhor Atriz (Coadjuvante/Secundária) no Cinema | The English Patient      | Indicado  |
| Prêmios do Sindicato dos Atores              | 2001 | Melhor Atriz (Principal) no Cinema              | Chocolat                 | Indicado  |
| César                                        | 1986 | Melhor Atriz                                    | Rendez-Vous              | Indicado  |
| César                                        | 1987 | Melhor Atriz                                    | Mauvais Sang             | Indicado  |
| César                                        | 1992 | Melhor Atriz                                    | Les Amants du Pont-Neuf  | Indicado  |
| César                                        | 1993 | Melhor Atriz                                    | Fatale                   | Indicado  |
| César                                        | 1994 | Melhor Atriz                                    | Trois couleurs: Bleu     | Venceu    |
| César                                        | 1996 | Melhor Atriz                                    | Le Hussard Sur Le Toit   | Indicado  |
| César                                        | 2001 | Melhor Atriz                                    | La Veuve de Saint-Pierre | Indicado  |
| César                                        | 2003 | Melhor Atriz                                    | Décalage Horaire         | Indicado  |
| Festival de Cinema de Cannes                 | 2010 | Melhor Atriz                                    | Copie Conforme           | Venceu    |
| Academia Britânica de Artes Cinematográficas | 1997 | Melhor Atriz Coadjuvante/Secundária             | The English Patient      | Venceu    |
| Academia Britânica de Artes Cinematográficas | 2001 | Melhor Atriz                                    | Chocolat                 | Indicado  |
| Prêmios do Cinema Europeu                    | 1992 | Melhor Atriz                                    | Les Amants du Pont-Neuf  | Venceu    |
| Prêmios do Cinema Europeu                    | 1997 | Melhor Atriz                                    | The English Patient      | Venceu    |
| Prêmios do Cinema Europeu                    | 2006 | Melhor Atriz                                    | Caché                    | Indicado  |